# Myrmechis
Myrmechis ist eine Gattung aus der Familie der Orchideen (Orchidaceae). Sie besteht aus 11 Arten krautiger Pflanzen, die im tropischen und subtropischen Ost- und Südostasien beheimatet sind.

## Beschreibung
Die Arten der Gattung Myrmechis bilden ein fleischiges Rhizom. Die typischen dicken Wurzeln verwandter Gattungen, die an den Knoten des Rhizoms entspringen, fehlen. Sie sind durch haarförmige Rhizoide, die büschelweise an den Internodien stehen, ersetzt. Der aufwärts gebogene Spross trägt in Abständen einige Laubblätter. Die Blattbasis umfasst den Spross röhrenförmig, darauf folgt ein kurzer Blattstiel und schließlich die ovale bis fast runde, leicht asymmetrische Blattspreite. Die Textur der Blätter ist etwas fleischig, sie messen selten mehr als zwei Zentimeter.

Blüte von Myrmechis japonica

Blätter von Myrmechis japonica

Der traubige Blütenstand ist endständig, er trägt nur eine bis wenige Blüten, er kann behaart oder unbehaart sein. Der Blütenstandsstiel trägt einige Hochblätter. Die Tragblätter sind etwa so lang wie Fruchtknoten und Blütenstiel zusammen. Der Fruchtknoten ist verdreht, auch er kann behaart sein. Die Blüten sind resupiniert, sie öffnen sich kaum. Die äußeren drei Blütenhüllblätter (Sepalen) können in ihrer unteren Hälfte miteinander verwachsen sein. Sie sind einander gleich geformt, die seitlichen liegen mit ihrer Basis an der Lippe an. Die Petalen sind länglich bis oval, sie haften am oberen Petal an, ihre Spitze ist manchmal frei. Die Lippe ist an ihrer Basis mit den Rändern der Säule verwachsen. Der basale Teil der Lippe, das Hypochil, ist schüsselförmig mit seitlichen, zweiteiligen Anhängseln auf der Innenseite. Im langen Mittelteil, dem Mesochil, sind die Ränder nach oben geschlagen. Der vordere Teil, das Epichil, ist zweilappig, er kann auch fehlen. Die Säule ist kurz, sie besitzt sie zwei längliche Anhängsel. Das ovale Staubblatt enthält zwei ovale Pollinien, die über jeweils ein Stielchen mit der Klebscheibe (Viscidium) verbunden sind. Die Narbe ist zweilappig. Das Trenngewebe zwischen Narbe und Staubblatt (Rostellum) ist dreieckig und eingeschnitten.

## Vorkommen
Myrmechis ist vom Süden Chinas sowie vom Süden Japans über Südostasien, die Philippinen, bis nach Indonesien verbreitet. Sie wachsen in Höhenlagen bis 3000 Meter und kommen in der Humusschicht feuchter Wälder vor. Selten wachsen sie epiphytisch.

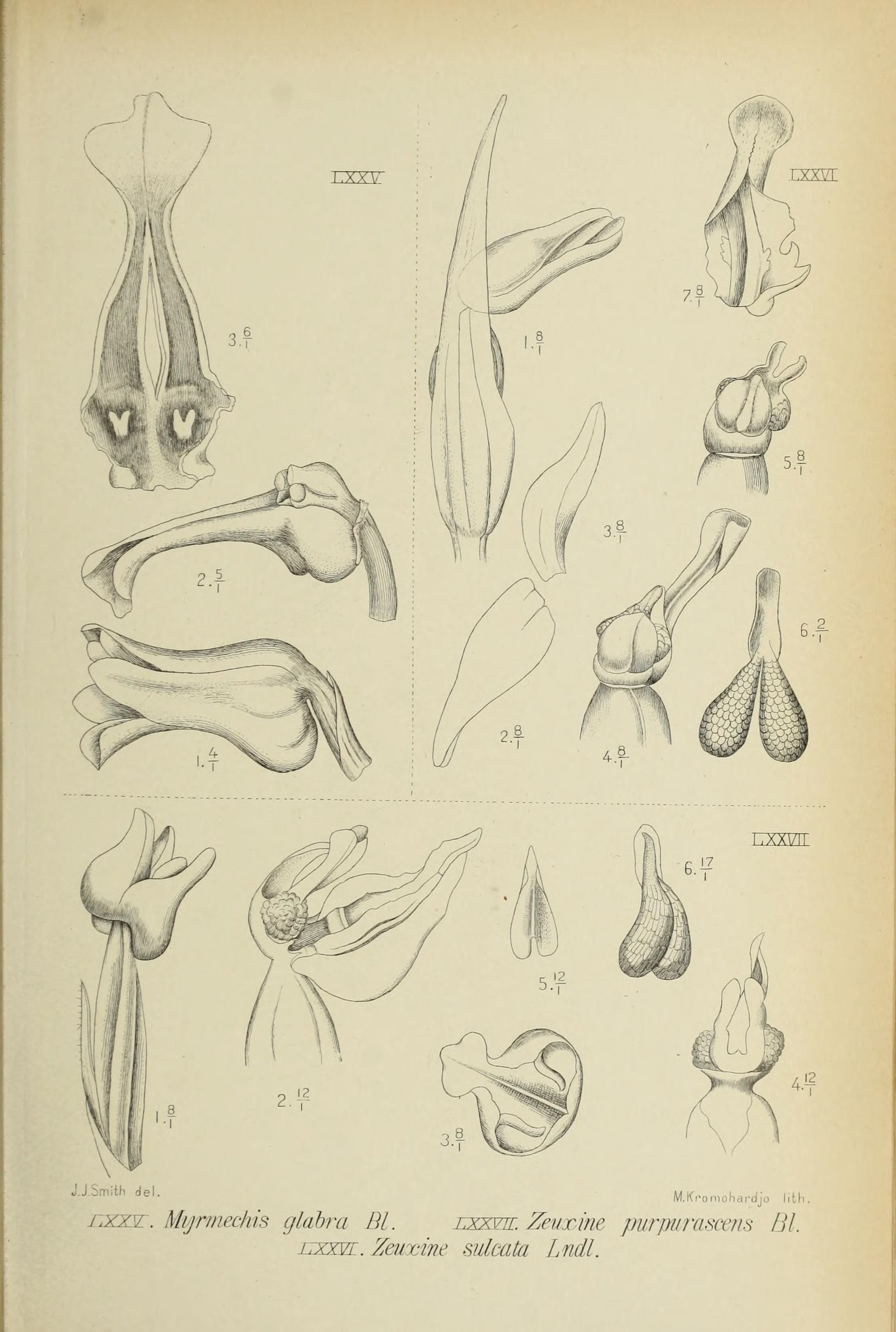
Illustration von Myrmechis glabra (Fig. LXXV, oben links)

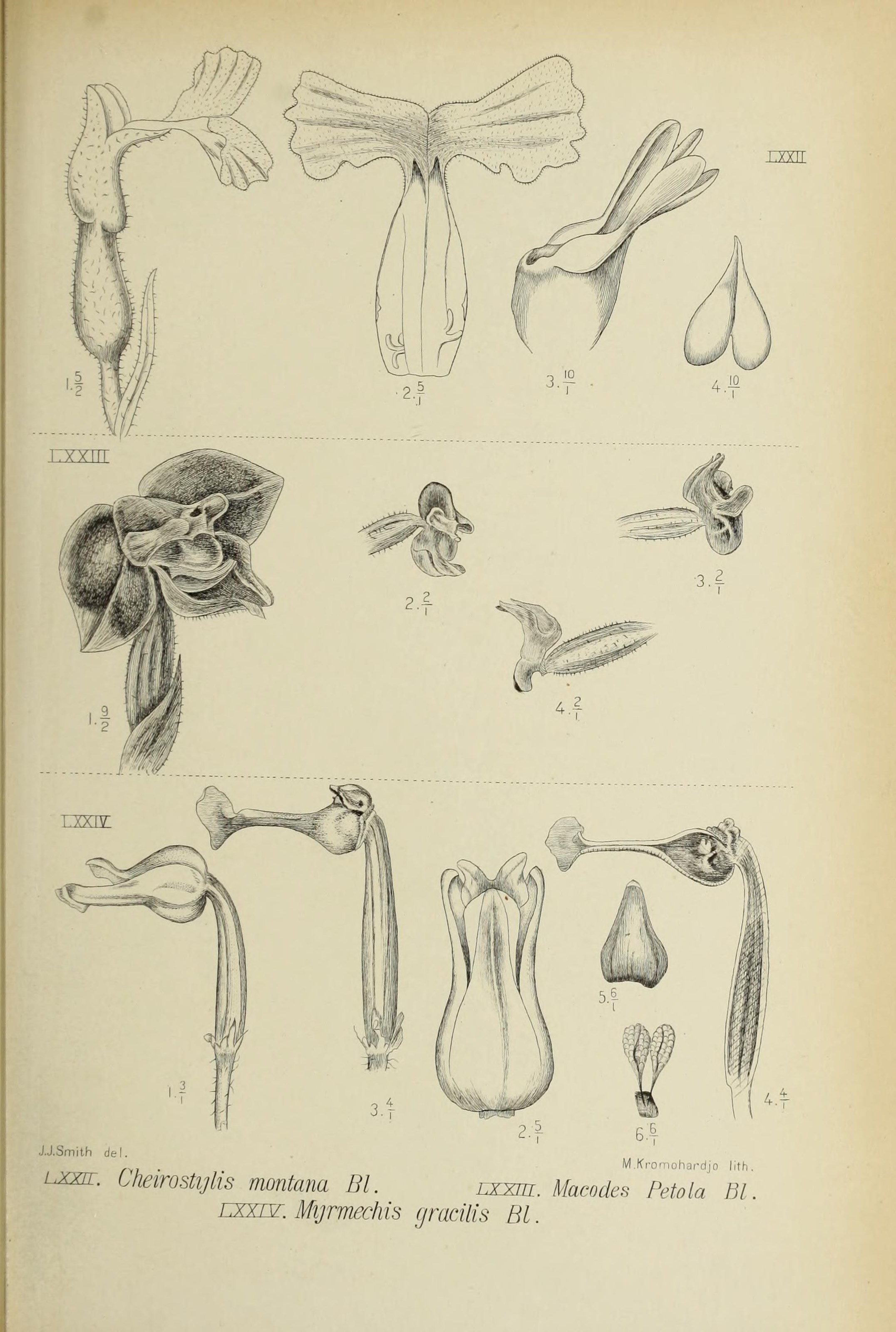
Illustration von Myrmechis gracilis (Fig. LXXIV, unten)

## Systematik und botanische Geschichte
Myrmechis wird innerhalb der Tribus Cranichideae in die Subtribus Goodyerinae eingeordnet. Nach Dressler lässt sich diese weiter in zwei Gruppen unterteilen; Myrmechis steht in der kleineren Gruppe mit zwei getrennten Narbenflächen. Die Gattung ist nah mit Cheirostylis verwandt, lässt sich jedoch durch Details der Blüte unterscheiden.
Die Gattung Myrmechis wurde 1840 von Lindley als Sektion Anoectochilus sect. Myrmechis von Anoectochilus in Genera and Species of Orchidaceous Plants Seite 500 aufgestellt. 1859 erhob sie Carl Ludwig Blume in Collection des Orchidées le plus remarquables de l'Archipel Indien et du Japon Seite 76, Tafel 21 in den Rang einer Gattung Myrmechis (Lindl.) Blume. Der Name kommt vom griechischen μύρμεξ myrmex, „Ameise“; der Bezug ist unklar. Die Typusart ist Myrmechis gracilis.
Derzeit werden 11 Arten zu Myrmechis gezählt:
- Myrmechis bakhimensis D.Maity, N.Pradhan & Maiti: Sie kommt in Sikkim vor.[4]
- Myrmechis bilobulifera (J.J.Sm.) Schuit.: Sie kommt in Sulawesi vor.[4]
- Myrmechis chalmersii (Schltr.) Schuit.: Sie kommt in Neuguinea vor.[4]
- Myrmechis chinensis Rolfe: Sie kommt in China vor.[4]
- Myrmechis drymoglossifolia Hayata: Sie kommt in Taiwan vor.[4]
- Myrmechis glabra Blume: Sie kommt in Java vor.[4]
- Myrmechis gracilis (Blume) Blume: Sie kommt in Sumatra, Java und auf den Philippinen vor.[4]
- Myrmechis japonica (Rchb.f.) Rolfe: Sie kommt in China, Tibet, Korea und von den Kurilen bis Japan vor.[4]
- Myrmechis kinabaluensis Carr: Sie kommt in Borneo vor.[4]
- Myrmechis philippinensis Ames: Sie kommt auf den Philippinen vor.[4]
- Myrmechis pumila (Hook.f.) Tang & F.T.Wang: Sie kommt von Nepal bis China und Vietnam vor.[4]

Nicht mehr zu dieser Gattung wird gerechnet:
- Myrmechis aurea (J.J.Sm.) Schuit. => Odontochilus buruensis Ormerod & Juswara[4]
- Myrmechis perpusilla Ames => Odontochilus perpusillus (Ames) T.Yukawa
- Myrmechis quadrilobata (Schltr.) Schuit. => Odontochilus quadrilobatus (Schltr.) T.Yukawa
- Myrmechis seranica J.J.Sm. => Odontochilus seranicus (J.J.Sm.) T.Yukawa
- Myrmechis tsukusiana Masam. => Odontochilus tsukusianus (Masam.) T.Yukawa
- Myrmechis urceolata Tang & K.Y.Lang => Odontochilus urceolatus (Tang & K.Y.Lang) T.Yukawa